# Maja Kitajewska
Maja Kitajewska (ur. 1986 w Warszawie) – polska artystka wizualna. Specjalizuje się w malarstwie, tkaninie artystycznej i hafcie eksperymentalnym.

## Życiorys
Asystentka prof. Janusza Knorowskiego w II Pracowni Malarstwa dla Studentek i Studentów I roku, na Wydziale Malarstwa Akademii Sztuk Pięknych w Warszawie.
W latach 2005–2011 studiowała na Wydziale Malarstwa Akademii Sztuk Pięknych w Warszawie. W roku 2011 uzyskała dyplom z wyróżnieniem w Pracowni Malarstwa prof. Wiesława Szamborskiego. Aneks do dyplomu zrealizowała w Pracowni Tkaniny Artystycznej prof. Doroty Grynczel. Autorka wielu wystaw w Polsce i za granicą. Tematem prac Mai Kitajewskiej są zjawiska w kulturze oraz kondycja człowieka w otaczającym go świecie.

## Nagrody
- 2023: Dyplom Honorowy Jutta Cuny-Franz Award[4]
- 2011: Siemens Art Award[1]
- 2011: Nagroda Inicjatywy Entry[5][1],
- 2011: udział w wystawie najlepszych dyplomów ASP COMING OUT[6]

## Twórczość
Pierwsza debiutancka wystawa indywidualna miała miejsce w Warszawie w Galerii m2, na której zaprezentowała cykl obrazów w całości wykonanych w hafcie cekinami, tematyką odwołała się do pop kultury. Realizacja wystawy na Młodym Forum Sztuki w Galerii Białej „Ostatni gasi światło” 2012 roku zaowocowała współpracą z lubelskim środowiskiem artystycznym skupiającym się wokół Galerii Białej. Jej wynikiem był szereg wspólnych wystaw (Biała, Malarki, Marzenia (wio) senne, art.dekoracyjne). Swoje prace prezentowała na wystawach indywidualnych w Warszawie (Galeria Bardzo Biała), w Krakowie (Galeria Szara) i zbiorowych w Nowym Sączu (Galeria Sokół), w Krakowie (Otwarta pracownia). Od 2017 reprezentuje ją Galeria Szydłowski. Mniej więcej w tym okresie, równolegle do pracy nad obrazami, posługując się haftem 3D za pomocą szklanych koralików, zaczęła tworzyć formy przestrzenne nazywając je elastycznymi rzeźbami, posługując się haftem 3D z za pomocą szklanych koralików (Poza zasadą przyjemności I,II,III,IV, Ssak, Piramida żywienia). Współpraca z Galerią Szydłowski przyczyniła się do wystaw w Warszawie oraz zagranicznych: Peru (IK Project Gallery), Niemcy (Positions Berlin Art Fair 2019 – artykuły w Der Tagesspiegel, Frankfurter Allgemeine, 2021), Szwajcaria (La rada, 2020), Dania (Enter Art Fair, 2022), Polska (Hotel Warszawa Art Fair, 2022). Od 2019 pracuje na macierzystej uczelni na Wydziale Malarstwa w II Pracowni Malarstwa dla studentów I roku. Na początku października 2022 wystawiła swoje prace we Włoszech (Faenza) w towarzystwie artystów pracujących na warszawskiej Akademii, wystawa była zorganizowana w ramach biennale mozaiki w Rawennie. Tego samego miesiąca ma miejsce prezentacja i wystawa „Maja Kitajewska & Paolo Uccello. Blask nieziemskich rozkoszy” w Zamku Królewskim w Warszawie. W listopadzie, tego samego roku otrzymała wyróżnienie w konkursie Jutta Cuny-Franz Award 2023 organizowanym przez Jutta Cuny-Franz Foundation w porozumieniu z Kunstpalast w Düsseldorfie.

### Wystawy
Indywidualne:
- 2022: Maja Kitajewska & Paolo Uccello, Blask Nieziemskich Rozkoszy[11], Zamek Królewski
- 2021: Szklane światło, szklane dni[15], Galeria Szydłowski, Warszawa
- 2019: Maja Kitajewska, Positions Art Fair[16], Berlin
- 2018: Zmysłowa Materia Obrazu[17], Galeria Szydłowski, Warszawa
- 2017: 24 karaty[18], Galeria Szydłowski, Warszawa
- 2015: Pod Skórą[19], Galeria Bardzo Biała, Warszawa
- 2014: OUTCAST[20], Galeria Szara Kamienica, Kraków
- 2013: Sugar, Spice And Everything Nice[1], Galeria Promocyjna, Warszawa
- 2012: Ostatni gasi światło, Młode Forum Sztuki Galerii Białej[21], Lublin
- 2012: Życie jest jak pudełko czekoladek – nigdy nie wiesz, co Ci się trafi,[1] Galeria m², Warszawa

Wystawy zbiorowe:
- 2022: MISZMASZ[22], Galeria della Molinella, Faenza, Włochy
- 2022: Hotel Warszawa Art Fair[23], Hotel Warszawa
- 2022: Enter Art Fair[24], Kopenhaga, Dania
- 2022: art. dekoracyjne[25], Galeria Biała, Lublin
- 2021: Positions - Berlin Art Fair[26], Galeria Szydłowski, Berlin, Niemcy
- 2021: Okamgnienie[27], Galeria Szydłowski, Warszawa
- 2021: Czym się zajmujesz? vol. 4[28], Salon Akademii, Koneser, Warszawa
- 2020: Kids Aren’t Alright, la rada[29], Locarno, Szwajcaria
- 2019: 11603: Una Exposición En Una Maleta[30], IK Projects, Lima, Peru
- 2019: Guilty Pleasures[31], Galeria Scena Otwarta, Poznań
- 2018: Marzenia (wio) senne[8], Galeria Biała, Warszawa
- 2018: Występy gościnne[32], Otwarta Pracownia, Kraków
- 2017: Młody Kompas Sztuki, Galeria (-1), Warszawa
- 2017: Zwierzę[33], Galeria Bardzo Biała, Warszawa
- 2015: Malarki[7], Galeria Biała, Lublin
- 2015: Po-widoki,[34] Galeria Sokół, Nowy Sącz
- 2014: Galeria Biała[1], Lublin
- 2012: Otwarte – Szamborski i absolwenci, Galeria (-1), Warszawa
- 2011: COMING OUT – Najlepsze Dyplomy ASP[6], Sinfonia Varsovia, Warszawa
- 2011: Wystawa finalistów konkursu o Nagrodę Artystyczną Siemens 2011[1], Salon Akademii, Warszawa
- 2011: Wystawa Dyplomów, Akademia Sztuk Pięknych[1], Wydział Malarstwa, Warszawa

### Wywiady
- 2012: SztukaStuka. Blog o odczuwaniu sztuki i kultury popularnej. Uwielbiam poszukiwać, odkrywać, eksploatować z Rafałem Skwiotem[3]
- 2015: Life4Style. Każdy cekin przepłynął mi przez palce. Rozmowa z Lidią Pustelnik[35]
- 2022: Radio z Qlturą, audycja o czym mówią szklane koraliki, rozmowa z Moniką Przypkowską[36]

### Wydane katalogi
- Misz Masz, Diocesi di Faenza- Modligliana, katalog Faenza 2022 - ISBN 978-88-3276-295-2
- art.dekoracyjne, Galeria Biała, katalog Lublin 2022 – ISBN 978-83-62191-94-9.
- Marzenia (wio) senne. Galeria Biała, katalog Lublin 2018 – ISBN 978-83-62191-40-6.
- Malarki, Galeria Biała,katalog Lublin 2015 – ISBN 978-83-62191-20-8.
- Galeria Biała, katalog Lublin 2014 – ISBN 978-83-62191-23-9.
- COMING OUT – Najlepsze Dyplomy ASP, Warszawa 2011 ISBN 978-83-61558-77-4
- Katalog Biała 2007–2013, Galeria Biała, ISBN 978-83-62191-13-0.